# Ярослав Ярославич
Ярослав Ярославич (1230 — 16 вересня 1271) — князь тверський (1247—1271), новгородський (1255—1256; 1266—1267), великий князь владимирський (1263—1271). син великого князя Ярослава Всеволодовича із владимиро-суздальського роду Юрійовичів.

## Біографія
Змагався з Олександром Невським за Новгородське, Володимирське та інші князівства. Після його смерті правив великим князівством Володимирським.
Після смерті Олександра у 1263 році отримав ханський ярлик на Владимир, попри те, що в той час ще був живим його старший брат, Андрій Ярославич. 
З 1263 по 1271 роки був номінальним правителем Київського князівства. Проте, відомості про це містяться лише у пізньому Густинському літописі, тому часто вважаються невірогідними.
У 1266 році став новгородським князем після того, як місцеве боярство вигнало з міста переяславського князя Дмитра Олександровича. Та вже наступного року Ярослав вирушив на Суздальщину, повернувши Новгород Дмитрові. У 1268 році прислав на допомогу новгородцям своїх синів Святослава та Михайла, які взяли участь в успішній Раковорській битві з Лівонським орденом.
1271 року Ярослав їздив в Орду з Василем та Дмитром, синами Олександра Невського, для отримання нових «ярликів» на князівство. Помер (за іншою версією — вбитий) в дорозі.